# Tāhā Husain

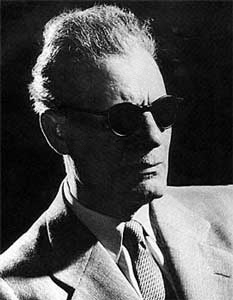
Taha Hussein

Tāhā Husain, bekannter als Taha Hussein (arabisch طه حسين, DMG Ṭāhā Ḥusain; * 14. November 1889 in Maghāghah; † 28. Oktober 1973 in Kairo), gilt als einer der bedeutendsten und einflussreichsten arabischen Schriftsteller des 20. Jahrhunderts. Der erste arabische Literatur-Nobelpreisträger Nagib Mahfuz sagte, Taha Hussein hätte vor ihm den Nobelpreis verdient. Tatsächlich war Taha Hussein zwischen 1949 und 1969 insgesamt 13 Mal für den Nobelpreis nominiert, wie erst später bekannt wurde.

## Leben
Tāhā Husain wuchs in einfachen Verhältnissen auf; als Kleinkind wurde er wegen unsachgemäßer Behandlung eines Augenleidens blind. Sein Studium an der traditionsreichen Azhar, der damals einzigen Universität in Ägypten, konnte er nicht abschließen, da er (wohl aus Gründen der Meinungsverschiedenheit mit den konservativen Professoren) durch die Prüfungen fiel. Er wechselte deshalb an die soeben gegründete Universität Kairo, wo er auch in Kontakt mit europäischen Professoren kam. 1914 wurde er über Abu al-'Ala al-Ma'arri (973–1057), einen blinden Dichter der arabischen Klassik, promoviert. Tāhā Husain war damit der erste Absolvent der Universität Kairo.
Nach seiner Promotion in Kairo setzte er seine akademische Laufbahn in Frankreich fort. Er studierte vier Jahre dort und wurde bei an der Sorbonne über die soziologische Betrachtung Ibn Chaldūn erneut promoviert. Er lernte während dieser Zeit auch seine spätere Frau Suzanne Brisseau. Die Heirat mit einer katholischen Französin, sehr untypisch für einen Mann seines Standes, machte ihn zur Zielscheibe der Kritik religiös konservativer Kreise in seiner Heimat.
Nach seiner Rückkehr nach Ägypten 1919 war er Dozent für alte Geschichte an der Universität Kairo, später für arabische Literatur. In Veröffentlichungen versuchte er, die in Frankreich erworbene Kenntnis moderner wissenschaftlicher Methoden und Theorien umzusetzen. 1923 hatte er eine Kontroverse mit dem syrischen Intellektuellen Rafīq Bey al-ʿAzm (1865–1925) über die Aufgabe der modernen arabischen Geschichtsschreibung. Ausgangspunkt des Streites war eine Folge von Aufsätzen zur Geschichte der arabischen Literatur, in der Tāhā Husain die Ansicht vertrat, dass das Zeitalter, in dem das Umayyadenreich zerfiel und das Abbasidenreich entstand, „ein Zeitalter des Zweifels, der Frivolität und des Zynismus war“. ʿAzm beschuldigte Tāhā Husain daraufhin voreiliger, ungerechter Urteile über die ersten Jahrhunderte der islamischen Geschichte, die Gegenstand des Stolzes der Araber sein müssten. Tāhā Husain warf in seiner Antwort ʿAzm vor, wie viele andere Gelehrte im Orient der islamischen Geschichte religiöse Verehrung entgegenzubringen, die es unmöglich mache, diese Geschichte auf Kritik und echte wissenschaftliche Forschung gestützt zu betrachten. Übertriebene Verehrung für die Helden der Geschichte charakterisierte er hierbei als eine typische Erscheinung in Zeiten der Dekadenz. Für das Verständnis von Geschichte empfahl er die Beachtung von zwei Regeln Ibn Chaldūns, nämlich: 1. dass die Menschen allesamt einander ähnlich sind, wie auch immer Zeit und Ort sich unterscheiden mögen, und 2. dass die Menschen allesamt voneinander verschieden sind, wie stark auch die äußeren Merkmale der Ähnlichkeit sein mögen. Wenn man diese Regel verstanden habe, dann wisse man, dass das Zeitalter der Abbasiden wie jedes andere Zeitalter auch Ernst und festen Glauben, aber auch Scherz und Zweifel gekannt habe.
Sein Werk Über die vorislamische Dichtung, in dem er diese Texte mit den Mitteln des Cartesianismus analysierte erregte den Unmut fundamentalistischer Kreise. Das Buch wurde zunächst von der Al-Azhar verboten. Gegen Hussein wurde ein Prozess geführt. Presseberichte über das Gerichtsverfahren machten Hussein zu einer öffentlich bekannten Person. Hussein erhielt Morddrohungen und schütze sich durch bewaffnete Wachleute. Die Untersuchung der vorislamischen Literatur erschien 1926. In Frankreich schrieb er seinen autobiographischen Roman Die Tage, der in seinem ersten Band eine Schilderung des dörflichen Lebens seiner Kindheit und Jugend erhält. Das Buch wurde ein Verkaufserfolg. Übersetzungen erfolgten in sieben Sprachen. Ausdrücke aus dem Buch wurden auch außerhalb Ägyptens zu feststehenden Begriffen in der arabischen Sprache. Ebenso wurde der Roman im ägyptischen Fernsehen als Serie verfilmt.
Tāhā Husain setzte sich in der Folgezeit für eine Reform des ägyptischen Bildungswesens ein. Seine Ziele waren etwa kostenlose Ausbildung und Förderung von Studien im Ausland. Von 1950 bis 1952 war er Erziehungsminister. Außerdem arbeitete er als Übersetzer und Literaturkritiker.
1973 wurde ihm postum der Menschenrechtspreis der Vereinten Nationen verliehen.

## Werke (kl. Auswahl)
- al-Aiyām („Die Tage“, 1926–1955), Autobiographie in drei Bänden, auf Deutsch erschienen als: Kindheitstage, Jugendjahre in Kairo, Weltbürger zwischen Kairo und Paris, Edition Orient, Meerbusch 1985–1989.
- Mustaqbal ath-thaqāfah fī Misr („Die Zukunft der Kultur in Ägypten“), auf Englisch in auszugsweiser Übersetzung erschienen als: The Future of Culture in Egypt, American Council of Learned Societies, Washington 1954.
- Über die vorislamische Dichtung (1926), arab.
- Über die vorislamische Literatur (1927), arab.